# Silvio Alverà
Silvio Alverà (* 17. Dezember 1921 in Cortina d’Ampezzo; † 25. Juli 1985 ebenda) war ein italienischer Skirennläufer.

## Karriere
Alverà gehörte in den 1940er und 1950er Jahren zu den führenden italienischen Skirennläufern. So gewann er in diesem Zeitraum insgesamt 7 Medaillen bei italienischen Meisterschaften.
1948 verpasste er bei den Olympischen Winterspielen in St. Moritz jeweils nur knapp Medaillen in allen Disziplinen. Nach Rang 6 in der Abfahrt belegte er den 5. Platz in der Kombination. Im Slalom führte er nach dem ersten Durchgang vor dem Franzosen James Couttet und dem späteren Sieger Edy Reinalter. Im zweiten Durchgang gelang ihm jedoch nur die neuntbeste Laufzeit, wodurch er noch auf den vierten Platz zurückfiel.
Auch bei den nachfolgenden Weltmeisterschaften in Aspen gelang Alverà kein Medaillengewinn, seine beste Platzierung erreichte er mit Platz 9 im Riesenslalom.
Nach den Winterspielen 1952 in Oslo ist Alverà nicht mehr als Sportler in Erscheinung getreten.

## Privates
Seine Brüder Albino und Michele Alverà waren ebenfalls als Sportler aktiv. Albino als Skirennläufer und Michele als Bobsportler.

## Erfolge

### Olympische Winterspiele
- St. Moritz 1948: 4. Slalom, 5. Alpine Kombination, 6. Abfahrt
- Oslo 1952: 19. Slalom, 20. Abfahrt, 22. Riesenslalom

### Weltmeisterschaften
- St. Moritz 1948: 4. Slalom, 5. Alpine Kombination, 6. Abfahrt
- Aspen 1950: 9. Riesenslalom, 17. Slalom[2], 19. Abfahrt[3]
- Oslo 1952: 19. Slalom, 20. Abfahrt, 22. Riesenslalom

### Italienische Meisterschaften
- Vizemeister in der Abfahrt (1949)
- Vizemeister im Riesenslalom (1951)
- Vizemeister im Slalom (1949)
- Vizemeister in der Kombination (1946, 1947)
- Bronze in der Abfahrt (1947)
- Bronze im Riesenslalom (1953)
- Bronze im Slalom (1943)